# Zbór Kościoła Chrześcijan Baptystów w Ostródzie
Zbór Kościoła Chrześcijan Baptystów w Ostródzie – zbór Kościoła Chrześcijan Baptystów znajdujący się w Ostródzie, przy ulicy Nadrzecznej 3.
Nabożeństwa odbywają się w każdą niedzielę o godzinie 10.30, środę o godzinie 18:00 i piątek o godzinie 18:00.